# Bobby Hassell
Pour les articles homonymes, voir Hassell.
Bobby Hassell, de son nom complet Robert John Francis Hassell, né le 4 juin 1980 à Derby, en Angleterre, est un footballeur anglais, qui évolue au poste de défenseur.

## Carrière
Bobby Hassell est laissé libre par Mansfield Town en 2004, après y avoir joué huit saisons. Il s'engage alors avec Barnsley,.